# Francesco Nullo (cacciatorpediniere 1915)
Il Francesco Nullo (successivamente ribattezzato Fratelli Cairoli) è stato un cacciatorpediniere (e successivamente una torpediniera) della Regia Marina.

## Storia
All'ingresso dell'Italia nella prima guerra mondiale (24 maggio 1915) il Nullo, in servizio da meno di un mese, faceva parte della I Squadriglia Cacciatorpediniere (Animoso, Ardente, Ardito, Audace) con base a Brindisi. Comandava la nave il capitano di corvetta Catellani.
Il 3 maggio 1916 il Nullo, al comando di Luigi Bianchieri, uscì in mare insieme agli esploratori Pepe e Rossarol ed al gemello Missori per fornire supporto a distanza ai cacciatorpediniere Zeffiro e Fuciliere, impegnati nella posa di un campo minato nelle acque prospicienti Sebenico. Al largo di Punta Maestra la formazione italiana avvistò quattro cacciatorpediniere (classe «Velebit») e sei torpediniere austro-ungariche e diresse per attaccarle. Mentre le navi avversarie facevano rotta per Pola, quelle italiane, al loro inseguimento, furono assalite da tre idrovolanti, che poterono respingere; alle 15.50, tuttavia, dato che da Pola erano usciti a supporto delle navi austro-ungariche anche un incrociatore ed altre due siluranti, la squadra italiana dovette ripiegare ed allontanarsi.
Il 12 giugno dello stesso anno Nullo e Missori fornirono supporto a un gruppo di siluranti (cacciatorpediniere Zeffiro, Fuciliere ed Alpino, torpediniere 30 PN e 46 PN) che avrebbe poi intrapreso il forzamento del porto di Parenzo.
L'1-2 novembre Nullo e Missori, insieme agli esploratori Pepe e Poerio, furono designati per fornire eventuale supporto all'incursione di MAS nel Canale di Fasana.
Posteriormente al 1918 il Nullo fu sottoposto a lavori di modifica che videro la sostituzione dei cannoni da 76 mm con 5 da 102 e l'imbarco di 2 mitragliere da 40 mm; il dislocamento a pieno carico salì a 900 tonnellate.
L'8 dicembre 1919 il Nullo si portò a Fiume e si pose agli ordini del poeta Gabriele D'Annunzio, che aveva occupato la città. Conclusasi la vicenda fiumana, nel gennaio 1921 il cacciatorpediniere si portò a Pola ed il 16 gennaio venne ribattezzato Fratelli Cairoli.
Nel 1922 la nave venne impiegata lungo le coste della Dalmazia, tra Zara e Spalato.
Nel 1926 il Cairoli subì gravi danni in una collisione con un altro cacciatorpediniere più o meno coevo, l'Agostino Bertani.
Il 6 agosto 1928 l'unità, dopo l'affondamento per collisione, nelle acque di Pola, del sommergibile F 14, richiamò sul posto un secondo sommergibile, l'F 15, e prese parte alle operazioni di soccorso degli uomini intrappolati nel relitto, che non fu purtroppo possibile salvare prima della loro morte per asfissia.
Il 1º ottobre 1929 la nave fu declassata a torpediniera.
Nel 1930 e nel 1932 la Cairoli prese parte a delle crociere nel Levante mediterraneo.
Nel 1936-1938 l'unità prese parte alla guerra civile spagnola con funzioni di contrasto al contrabbando di rifornimenti per le truppe spagnole repubblicane.
All'ingresso dell'Italia nella seconda guerra mondiale la Cairoli faceva parte della IX Squadriglia Torpediniere (Cassiopea, Canopo, Mosto) con base a La Maddalena. Operò in missioni di scorta lungo le coste libiche.
Dal 12 al 14 settembre 1940 la Cairoli scortò da Tripoli a Bengasi i piroscafi Maria Eugenia e Gloriastella.
Il 23 dicembre 1940, mentre navigava da Bengasi verso Tripoli, la Cairoli urtò una mina posata dal sommergibile HMS Rorqual al largo di Misurata e s'inabissò nel giro di qualche minuto con 71 uomini dell'equipaggio, 43 vennero tratti in salvo.